# Джими Холивуд
„Джими Холивуд“ (на английски: Jimmy Hollywood) е американски комедиен филм от 1994 г., написан и режисиран от Бари Левинсън, с участието на Джо Пеши и Крисчън Слейтър. Премиерата на филма е на 1 април 1994 г. от „Парамаунт Пикчърс“.

## Актьорски състав
| Актьор          | Роля                               |
| --------------- | ---------------------------------- |
| Джо Пеши        | Джими Алто/Джеричо                 |
| Крисчън Слейтър | Уилям                              |
| Виктория Абрил  | Лорейн де ла Пеня                  |
| Робърт Ласардо  | Обирджия                           |
| Ърл Билингс     | Капитанът на полицията             |
| Джейсън Бег     | Детективът                         |
| Роб Уайс        | Себе си директор на „Urban Normad“ |
| Чад Маккуин     | Себе си партньор на прослушването  |
| Бари Левинсън   | Себе си режисьор на „Life Story“   |
| Харисън Форд    | Себе си (не е посочен в надписите) |

## Продукция
Роби Робъртсън композира музиката за филма и продуцира саундтрака, докато Харолд Дросин поддържа допълнителната музика.